# Reixtunik
Reixtunik era el nom armeni de la regió al sud del llac Van. Tenia per capital Manakert situada a la costa enfront de l'illa d'Althamar.
Limitava al nord amb el llac i l'antiga Tusba (Van), la capital del regne d'Urartu, en una zona muntanyosa, i a l'oest amb el Yerevark i l'Aruenis Tzor (districtes del Tauruberan i del Mokq); al sud amb el Ishots Gavar (al Mokq) i el Mokq propi; i a l'est amb el Gukan i el Bazhuniq. El territori era governat per la família nakharark dels Reixtuní i va formar part del regne de Baspracània. Faust de Bizanci diu que a la regió hi havia unes mines importants de ferro i coure.
Durant el regnat de Khosrov III d'Armènia (330-339), Vatxè Mamiconi i Baanes I Amatuní, per ordre del rei, van massacrar a la família dels Beznuní en aquella regió. Reixtunik era el territori més important de la família nakharark dels Reixtuní, però després de la mort de Teodor Reixtuní (ca. 656) el territori va passar a ser una possessió dels Mamiconis, i després dels Arzerunis.